# Skalka (Praha-západ)
Skalka är en kulle i Tjeckien. Den ligger i den centrala delen av landet, 26 km sydväst om huvudstaden Prag. Toppen på Skalka är 553 meter över havet.
Terrängen runt Skalka är kuperad åt nordväst, men åt sydost är den platt.Runt Skalka är det ganska tätbefolkat, med 52 invånare per kvadratkilometer. Närmaste större samhälle är Modřany, 18,3 km nordost om Skalka. Trakten runt Skalka består till största delen av jordbruksmark.